# Pireneitega bidens
Pireneitega bidens là một loài nhện trong họ Amaurobiidae.
Loài này thuộc chi Pireneitega. Pireneitega bidens được Lodovico di Caporiacco miêu tả năm 1935.